# Якимович Надія Дмитрівна
Надія Дмитрівна Якимович (псевдо: «Надя», «Оксана»; 1924, с. Волуйки (за іншою версією с. Теребежі), Буський район, Львівська область — 18 серпня 1951 біля с. Слобода-Долинська, Долинський район, Івано-Франківська область) — працівниця Головного осередку пропаганди ОУН, зв'язкова. Лицар Срібного Хреста Заслуги.

## Життєпис
Народилася 1924 року у передмісті Олеська Волуйки або Теребежі.
Працювала друкаркою і зв'язковою Головного осередку пропаганди ОУН. Заарештована у вересні 1945 році МГБ, у неї було вилучено фальшиві документи на ім'я вчительки с. Корчин Сколівського району Дрогобицької області Яцчак Дарії Іванівни. Під час допиту зізналася, що Головний осередок пропаганди Проводу ОУН в Україні переховується на території Сколівського району та погодилась провести туди чекістсько-військову групу. Однак під час переходу в гори зуміла втекти від чекістів.
Перейшла знову у підпілля і після перевірки СБ ОУН повернулась до попередньої діяльності.
Вдруге затримана важкопораненою 18 серпня 1951 у криївці біля села Слобода-Долинська. Померла в лікарні.

## Нагороди
- Згідно з Постановою УГВР від 23.08.1948 р. і Наказом Головного військового штабу УПА ч. 2/48 від 2.09.1948 р. друкарка головного осередку пропаганди ОУН Надія Якимович — «Надя» нагороджена Срібним хрестом заслуги УПА.

## Вшанування пам'яті
- 16.06.2018 р. від імені Координаційної ради з вшанування пам'яті нагороджених Лицарів ОУН і УПА у м. Торонто (Канада) Срібний хрест заслуги УПА (№ 049) переданий Володимирі Лучків, сестрі Надії Якимович — «Наді».